# Coronopapilla mangrovei
Coronopapilla mangrovei är en svampart som först beskrevs av K.D. Hyde, och fick sitt nu gällande namn av Kohlm. & Volkm.-Kohlm. 1991. Coronopapilla mangrovei ingår i släktet Coronopapilla och familjen Zopfiaceae.   Inga underarter finns listade i Catalogue of Life.